# Nauczycielskie Kolegium Języków Obcych ở Sieradz
NKJO Sieradz là một trường cao đẳng đào tạo giáo viên do nhà nước tài trợ ở Sieradz, một thị trấn ở miền trung Ba Lan. Được thành lập vào năm 1990, trường cung cấp khóa học ba năm toàn thời gian cho giáo viên dạy tiếng Anh và tiếng Đức. Ban đầu dưới sự bảo trợ của Đại học Łódź, trường hiện được giám sát bởi Đại học Warsaw.
Các giai đoạn đại học ban đầu hoạt động kịch tính mỗi năm vào 'Drama Day' và sản xuất một tạp chí, 'The Collegian'.

## Lịch sử
Trước năm 1990, các tổ chức giáo dục duy nhất điều hành các khóa đào tạo giáo viên ngoại ngữ ở cấp đại học ở Ba Lan là các khoa triết học của các trường đại học. Tuy nhiên, trước sự gia tăng đáng kể nhu cầu về giáo viên ngôn ngữ Tây Âu, nguyên nhân là do sự chuyển đổi chính trị và kinh tế của đất nước khởi xướng vào năm 1989, các trường đại học không còn khả năng đối phó với thách thức. Do đó, nhiệm vụ giáo dục một thế hệ giáo viên ngoại ngữ mới được giao cho các trường cao đẳng đào tạo giáo viên ngoại ngữ. Trường Cao đẳng Sư phạm ở Sieradz được thành lập năm 1990 là một trong sáu tổ chức thuộc loại này (được gọi là Cụm Łódź) hoạt động trong khu vực Łódź dưới sự giám sát học thuật của Đại học Łódź.
Trường là trụ sở ban đầu là tòa nhà nằm ở phố Tuwima 2, và ban đầu nó đào tạo giáo viên tiếng Anh như một giáo viên ngoại ngữ. Chỉ một năm sau, phần tiếng Đức được thành lập, có trách nhiệm giáo dục các giáo viên tiếng Đức trong tương lai. Vào năm 2009, theo quyết định của chính quyền Vùng Łódź - phụ trách tổ chức - nó đã được chuyển đến vị trí hiện tại, tức là số 3 phố Maja 7, nơi Trường chiếm tầng thứ hai và thứ ba.
Những sinh viên tốt nghiệp đầu tiên rời trường vào năm 1993, và số lượng của họ tăng lên một cách có hệ thống khi tổ chức này phát triển. Trong năm học 1994/95, hơn 100 học sinh TTC Sieradz đã đạt được trình độ chính thức để giảng dạy ở cấp tiểu học và trung học. Từ năm 1995 số lượng sinh viên đại học tăng thêm khi tổ chức mở các khóa học buổi tối.
Từ năm 1990, Trường đã tiếp đón nhiều vị khách quý: giáo sư, nhà nghiên cứu học thuật, giảng viên, nhà văn sách giáo khoa, đại diện các nhà xuất bản hàng đầu và tư vấn phương pháp ngoại ngữ, giảng viên, hội thảo và hội nghị.
Mười bốn giáo viên bản ngữ từ Đức, Anh và Hoa Kỳ đã làm việc tại Trường. Trong những năm 1995-2005, tổ chức này đã tham gia một chương trình hợp tác với Đại học St Andrew ở Scotland và từ năm 1999, nó hợp tác với Realschule / Toskana Schule ở Bad Sulza, Đức.
Hiện tại, đây là trường đại học duy nhất trong khu vực Łódź vẫn còn hoạt động. TTC ở Sieradz chịu trách nhiệm trước chính quyền Vùng Łódź về mặt hành chính và tài chính. Trong bối cảnh pháp luật quy định việc thanh lý các trường cao đẳng đào tạo giáo viên trên cả nước, Trường đã bị thanh lý. Phần tiếng Đức đã bị đóng cửa vào năm 2015 và những sinh viên cuối cùng sẽ tốt nghiệp phần tiếng Anh vào năm 2016. Vào tháng 9 năm 2016, trường sẽ ngừng tồn tại.
Thông tin thêm NKJO Sieradz Lưu trữ ngày 9 tháng 10 năm 2018 tại Wayback Machine
1. 1 2 3 4 5  "Nauczycielskie Kolegium Języków Obcych w Sieradzu". nkjosieradz.pl. Bản gốc lưu trữ ngày 2 tháng 6 năm 2016. Truy cập ngày 10 tháng 5 năm 2016.